# Веролавекија
Веролавекија (итал. Verolavecchia) је насеље у Италији у округу Бреша, региону Ломбардија.
Према процени из 2011. у насељу је живело 3489 становника. Насеље се налази на надморској висини од 63 м.

## Становништво
| 1951. | 1961. | 1971. | 1981. | 1991. | 2001. | 2011. |
| ----- | ----- | ----- | ----- | ----- | ----- | ----- |
| 4.591 | 3.658 | 3.368 | 3.545 | 3.663 | 3.814 | 3.875 |